# Maliattha melaleuca
Maliattha melaleuca là một loài bướm đêm trong họ Noctuidae.